# Râul Scoaba Alunecoasă
Râul Scoaba Alunecoasă este un curs de apă, afluent al râului Suseni. 